# عبدالحمید بختیار
عبدالحمید بختیار (زاده ۱ دی ۱۲۹۸ خورشیدی، درگذشت ؟) نماینده اهواز ، شوشتر و اردل در دوره‌های هجدهم و نوزدهم و بیستم مجلس شورای ملی بود. وی تحصیلات مقدماتى و متوسطه را در تهران فراگرفت و به تربیت ایلى، سوارى و تیراندازى را آموخت و به كشاورزى و ملكدارى پرداخت. در دوره هجدهم مجلس شوراى ملى به كمك برادرزنش مسعود ملكى وزیر كار كابینه سپهبد زاهدى، از شوشتر به وكالت مجلس انتخاب شد. در مجلس با زاهدى از در مخالفت درآمد و نسبت به قرارداد كنسرسیوم مخالفت نمود. در دوره نوزدهم از اهواز به وكالت رسید و در دوره بیستم از اردل وكیل شد. او در دوره بیست و یكم جاى خود را به برادرش دكتر عبدالمجید بختیار داد و خود به فعالیت هاى كشاورزى و صنعتى پرداخت و در اهواز به ایجاد كارخانه ى كشت و صنعت مبادرت نمود. پدرش غلامحسین خان سالار محتشم در دوره قاجار دو بار وزیر جنگ شد.